# جرومه دامون
جرومه دامون متولد ۴ آوریل ۱۹۷۲ در کیپ تاون، آفریقای جنوبی می‌باشد او در سال ۲۰۰۰ عضو داوران بین‌المللی شد. او بازی‌های جام ملتهای آفریقا، جام جهانی ۲۰۰۶ و جام جهانی ۲۰۱۰ را سوت زده‌است.